# Torricella in Sabina
Torricella in Sabina es una localidad italiana de la provincia de Rieti, región de Lacio, con 1.381 habitantes.

## Galería

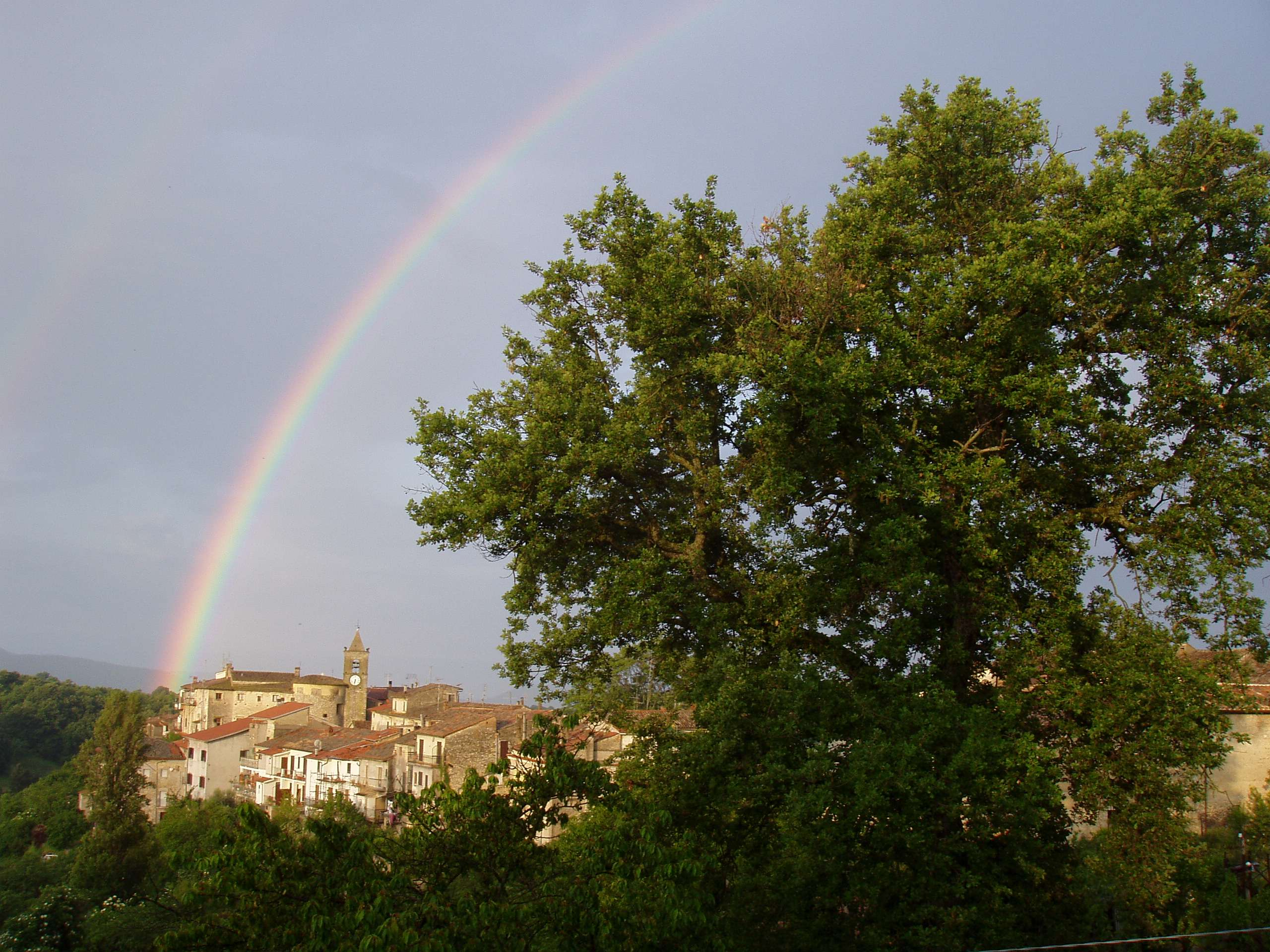

## Evolución demográfica
| Gráfica de evolución demográfica de Torricella in Sabina entre 1861 y 2001 |
|                                                                            |
| Fuente ISTAT - Elaboración gráfica por parte de Wikipedia                  |